# 国望峰
国望峰（국망봉）是一座位于大韩民国京畿道的山峰。国望峰跨越加平郡和抱川市两地。主峰標高海拔1168公尺。
国望峰是韩国京畿道第三高峰。

## 脚注
1. ↑  An 2003, p.58.
2. ↑  . visitkorea.or.kr.